# Phagun (1973)
Phagun (Panjabi: ਫੱਗਣ) ist ein Bollywoodfilm von Rajinder Singh Bedi. Vor allem bekannt ist das Lied Piya Sang Khelo Holi gesungen von Lata Mangeshkar.

## Handlung
Shanta ist die Tochter einer reichen Familie und mit dem armen Schriftsteller Gopal verheiratet. Ihr Vater kann ihn nicht leiden und glaubt, Gopal sei hinter seinem Reichtum her. Eines Tages während des Holifestes, schüttet Gopal Farbe über Shanta, so wie der Brauch üblich ist. Shanta allerdings ist empört, da Gopal so ihren teuren Sari ruiniert hat. Mit dieser Reaktion hat Gopal nicht gerechnet und ist gekränkt. Vor allem weil er weiß, dass er ihr mit seinem momentanen Verdienst keinen teuren Sari kaufen kann. Nach diesem Vorfall verschwindet Gopal aus Shantas Leben und hinterlässt eine schwangere Ehefrau.
Die Jahre vergehen und aus dem gemeinsamen Kind wird die hübsche Frau Santoshi. Diese verliebt sich auch prompt in den jungen Arzt Suman und heiratet ihn. Nach ein paar Tagen zieht Shanta bei ihnen ein und wird zur Gefahr der jungen Ehe. Allen voran stört es Suman, der sich durch Shantas Präsenz kontrolliert fühlt. Immer wieder kommt es zu einer verbalen Auseinandersetzung.
Bald erzählt Suman seine Probleme dem Leiter einer psychiatrischen Klinik, Dr. Effendi, wo auch er arbeitet. Dr. Effendi ist mit Shantas Familie verwandt und versucht Suman zu helfen, indem er ihm Gopals Geschichte erzählt. Er erzählt, wie Gopal zu einem berühmten Schriftsteller wurde und wie Gopal begann, die teuersten und edelsten Saris ganz Indiens zu sammeln. Doch der Arzt hat seine Spur verloren und hat Shanta versprochen sie erst wieder zu sehen, wenn er sie mit Gopal vereint.
Nach einer weiteren Auseinandersetzung in Sumans Haus verlässt Shanta weinend das Haus am Tag des Holifestes. Kurz darauf steht ihr Dr. Effendi gegenüber, der sein Versprechen einhält und Gopal mitbringt. Endlich ist die Familie wieder vereint. 

## Musik
| # | Titel                     | Sänger/in                  |
| - | ------------------------- | -------------------------- |
| 1 | Piya Sang Khelo Holi      | Lata Mangeshkar            |
| 2 | Mero To Girdhar Gopal     | Usha Mangeshkar            |
| 3 | Kab Mane O Dil Ke Mastane | Kishore Kumar, Asha Bhosle |
| 4 | Lali Mere Laal Ki         | Kishore Kumar              |
| 5 | Sandhya Jo Aaye           | Lata Mangeshkar            |
| 6 | Bedardi Ban Gai Koi       | Shobha Gurtu               |